# Горизонтальная система координат
Горизонта́льная систе́ма координа́т:40, или горизо́нтная систе́ма координа́т:30 — система небесных координат, в которой основной плоскостью является плоскость математического горизонта, а полюсами — зенит и надир. Она применяется при наблюдениях звёзд и движения небесных тел Солнечной системы на местности невооружённым глазом, в бинокль или телескоп с азимутальной установкой:85. Горизонтальные координаты не только планет и Солнца, но и звёзд непрерывно изменяются в течение суток ввиду суточного вращения небесной сферы.

## Описание

Горизонтальная система координат

### Линии и плоскости
Горизонтальная система координат всегда топоцентрическая. Наблюдатель всегда находится в фиксированной точке на поверхности Земли (отмечена буквой O на рисунке). Будем предполагать, что наблюдатель находится в Северном полушарии Земли на широте φ. При помощи отвеса определяется направление на зенит (Z), как верхняя точка, в которую направлен отвес, а надир (Z′) — как нижняя (под Землёй):38. Поэтому и линия ZZ′, соединяющая зенит и надир, называется отвесной линией:12.
Плоскость, перпендикулярная к отвесной линии в точке O, называется плоскостью математического горизонта. На этой плоскости определяется направление на юг (географический, не магнитный!) и север, например, по направлению кратчайшей за день тени от гномона. Кратчайшей она будет в истинный полдень, и линия NS, соединяющая юг с севером, называется полуденной линией:39. Точки востока (E) и запада (W) берутся отстоящими на 90° от точки юга соответственно против и по ходу часовой стрелки, если смотреть из зенита. Таким образом, NESW — плоскость математического горизонта.
Плоскость, проходящая через полуденную и отвесную линии (ZNZ′S), называется плоскостью небесного меридиана, а плоскость, проходящая через небесное тело — плоскостью вертикала данного небесного тела. Большой круг, по которому она пересекает небесную сферу, называется вертикалом небесного тела:40.

### Координаты
В горизонтальной системе координат одной координатой является либо высота светила h, либо его зенитное расстояние z. Другой координатой является азимут A.
Высотой h светила называется дуга вертикала светила от плоскости математического горизонта до направления на светило. Высоты отсчитываются в пределах от 0° до +90° к зениту и от 0° до −90° к надиру:40.
Зенитным расстоянием z светила называется дуга вертикала светила от зенита до светила. Зенитные расстояния отсчитываются в пределах от 0° до 180° от зенита к надиру.
Азимутом A светила называется дуга математического горизонта от точки юга до вертикала светила. Азимуты отсчитываются в сторону суточного вращения небесной сферы, то есть к западу от точки юга, в пределах от 0° до 360°:41. Иногда азимуты отсчитываются от 0° до +180° к западу и от 0° до −180° к востоку (внимание, в геодезии и навигации азимуты отсчитываются от точки севера).

### Особенности изменения координат небесных тел
За сутки звезда (а также в первом приближении — тело Солнечной системы) описывает круг, перпендикулярный оси мира (PP′), которая на широте φ наклонена к математическому горизонту на угол φ. Поэтому она будет двигаться параллельно математическому горизонту лишь при φ, равном 90°, то есть на Северном полюсе. Поэтому все звёзды, видимые там, будут незаходящими (в том числе и Солнце на протяжении полугода, см. Долгота дня), а их высота h будет постоянной. На других широтах доступные для наблюдений в данное время года звёзды делятся на
- заходящие и восходящие[3]:16 (h в течение суток проходит через 0)
- незаходящие[3]:16 (h всегда больше 0)
- невосходящие[3]:16 (h всегда меньше 0)

Максимальная высота h звезды будет наблюдаться раз в день при одном из двух её прохождений через небесный меридиан — верхней кульминации, а минимальная — при втором из них — нижней кульминации. От нижней до верхней кульминации высота h звезды увеличивается, от верхней до нижней — уменьшается.

### Переход к первой экваториальной
В дополнение к плоскости горизонта NESW, отвесной линии ZZ′ и оси мира PP′ начертим небесный экватор, перпендикулярный к PP′ в точке O. Обозначим t — часовой угол светила, δ — его склонение, R — само светило, z — его зенитное расстояние. Тогда горизонтальную и первую экваториальную систему координат свяжет сферический треугольник PZR, называемый первым астрономическим треугольником:68, или параллактическим треугольником:36. Формулы перехода от горизонтальной системы координат к первой экваториальной системе координат имеют следующий вид:18:
{\displaystyle \sin \delta =\sin \varphi \cdot \cos z-\cos \varphi \cdot \sin z\cdot \cos A,}
{\displaystyle \cos \delta \cdot \sin t=\sin z\cdot \sin A,}
{\displaystyle \cos \delta \cdot \cos t=\cos \varphi \cdot \cos z+\sin \varphi \cdot \sin z\cos A.}
Последовательность применения формул сферической тригонометрии к сферическому треугольнику PZR такая же, как при выводе подобных формул для эклиптической системы координат: теорема косинусов, теорема синусов и формула пяти элементов:37. По теореме косинусов имеем: 
{\displaystyle \cos(90^{\circ }-\delta )=\cos z\cdot \cos(90^{\circ }-\varphi )+\sin z\cdot \sin(90^{\circ }-\varphi )\cdot \cos(180^{\circ }-A),}
{\displaystyle \sin \delta =\sin \varphi \cdot \cos z-\cos \varphi \cdot \sin z\cdot \cos A.}
Первая формула получена. Теперь к тому же сферическому треугольнику применяем теорему синусов:
{\displaystyle {\frac {\sin z}{\sin t}}={\frac {\sin(90^{\circ }-\delta )}{\sin(180^{\circ }-A)}},}
{\displaystyle \cos \delta \cdot \sin t=\sin z\cdot \sin A.}
Вторая формула получена. Теперь применяем к нашему сферическому треугольнику формулу пяти элементов:
{\displaystyle \sin(90^{\circ }-\delta )\cdot \cos t=\cos z\cdot \sin(90^{\circ }-\varphi )-\sin z\cdot \cos(90^{\circ }-\varphi )\cdot \cos(180^{\circ }-A),}
{\displaystyle \cos \delta \cdot \cos t=\cos \varphi \cdot \cos z+\sin \varphi \cdot \sin z\cdot \cos A.}
Третья формула получена. Итак, все три формулы получены из рассмотрения одного сферического треугольника.

### Переход от первой экваториальной
Формулы перехода от первой экваториальной системы координат к горизонтальной системе координат выводятся при рассмотрении того же сферического треугольника, применяя к нему те же формулы сферической тригонометрии, что и при обратном переходе:37. Они имеют следующий вид:17:
{\displaystyle \cos z=\sin \varphi \cdot \sin \delta +\cos \varphi \cdot \cos \delta \cos t.}
{\displaystyle \sin A\cdot \sin z=\cos \delta \cdot \sin t,}
{\displaystyle \cos A\cdot \sin z=-\cos \varphi \cdot \sin \delta +\sin \varphi \cdot \cos \delta \cdot \cos t.}